# Val di Marebbe
La Val di Marebbe (Enneberg in tedesco; Val de Mareo in ladino) è una valle dell'Alto Adige lungo il rio di San Vigilio (Rü d'Al Plan in ladino). Popolata prevalentemente da ladini, la valle è una trasversale della Val Badia; il suo imbocco si trova presso Longega, alla confluenza del suddetto torrente nel rio Gadera e termina a monte nell'alpe di Fanes.

## Geografia fisica
Presenta un andamento prevalentemente sud-est - nord-ovest. In ladino la vallata è divisa in numerosi spezzoni con toponimi diversi, mentre la toponomastica italiana tende a unirla in una sola: la parte bassa, la val di Marebbe propriamente detta, assai pianeggiate che ospita anche il principale centro abitato: San Vigilio di Marebbe; oltre tale paese la vallata prende il nome di Val di Rudo (Rautal in tedesco; Val dai Tamersc in ladino);  come pure quello di Valun de Fanes che rappresenta l'estrema appendice della vallata, dal rifugio Pederü fino all'alpe di Fanes. 
Da un punto di vista strettamente geografico e non toponomastico la valle di Marebbe nasce ai piedi del La Varella con la val Paröm per includere anche l'alpe di Fanes Piccolo.
Ha numerose valli laterali tra le quali le più importanti sono la val de Ciastlins e la val de Fojedöra che la collegano alla val di Braies e la val de Furcia che parte dall'omonimo passo e la val de Fodares.
A sud la valle è delimitata e separata dalla val di Spessa dalla catena di cime di Piz de Sant'Antone 2655 m e Pares 2369 m. A est e a nord la valle è invece delimitata dal Col Bechei 2794 m, dal alpe di Senes 2176 m dal Piz da Peres 2507 m e dal Plan de Corones 2273 m. 

## Toponimo
Il toponimo è attestato come Marubium nel 1214 e nel 1293 e deriva da un termine preromano marra ("mucchio di pietre") con il suffisso -ebe. Il nome tedesco è attestato nel 1039 come Ennepergs e significa "al di là" (ennen) "del monte" (berg); al di là del monte rispetto alla sede amministrativa da cui dipendeva, ossia Castel Badia. Tale termine indicava originalmente buona parte della Val Badia, ossia quella appartenente alla divisione amministrativa del "Giudizio" (unità amministrativa della Contea del Tirolo, in tedesco Gericht) chiamata Enneberg appunto, poi passato ad indicare il comune di Marebbe..

## Principali accessi
Alla val di Marebbe si accede principalmente dalla strada provinciale 39 (Longega-Passo Furcia) che si dirama dall'ex-Statale 244, in località Longega. Importante è anche l'accesso da nord attraverso il Passo Furcia e la strada provinciale 43 (Valdaora-Passo Furcia) che collega Marebbe alla ex Strada statale 49 della Pusteria. Un terzo accesso, non più carrabile, era il Passo di Limo che metteva la valle di Marebbe in collegamento con la Valle del Boite.

## Comuni e principali località
La valle di Marebbe è interamente inclusa nel territorio comunale di Marebbe. Il capoluogo comunale, San Vigilio è situato sul fondovalle, mentre un'altra frazione importante, Pieve di Marebbe è situata sul versante settentrionale della valle. All'imboccatura si trova invece la piccola località di Longega.